# Steven Strait
Steven Strait (nascut el 23 de Març de 1986) és un músic americà, actor, i model de moda.

## Vida personal
Strait va néixer i créixer al Poble de Greenwich, Nova York, Nova York, fill de Jean (née Viscione) i Richard Dyer Strait. Els seus avantpassats són d'origen holandès i italià. Va assistir a l'Escola de Comunitat del Poble, l'institut Xavier i va rebre classes a l'estudi d'actors d'Stella Adler.
Strait va casar-se amb l'actriu Lynn Collins de 23 de desembre de 2007 fins al 2013.
Strait va casar-se amb Daria Zhemkova el 2019.

## Carrera
Durant la seva adolescència, Strait va fer de model per diverses revistes, incloent L'uomo Vogue, Spoon Magazine, Details, Surface, Hollister Co., i Pop magazine, va treballar amb fotògrafs com Bruce Weber, Herb Ritts, i Ellen von Unwerth.
Strait va començar a rebre lliçons d'actuar a l'edat d'onze anys. A sisè, va començar a rebre classes a la Village Community School. Tot i que forçat a actuar al principi, va trobar la passió per actuar després de fer-ho amb públic per primer cop. Ha treballat tant a l'Stella Adler Acting Studio com el Black Nexxus Acting Studio a Nova York.
El 2004, va mudar-se a Califòrnia per perseguir una carrera com a actor. Després de la seva primera audició, va rebre una feina actuant, i el 2005, va aparèixer a la seva primera pel·lícula, Sky High, on va interpretar un superheroi adolescent anomenat Warren Peace. Va fer una versió de la cançó de The Fixx, "One thing leads to another" per a la banda sonora de la pel·lícula .
La seva següent pel·lícula va ser Undiscovered, sobre actors i cantants joves en la indústria de l'entreteniment que volen esdevenir estrelles. El 2006, va protagonitzar com a Caleb Danvers al thriller sobrenatural El pacte, el qual va estrenar-se el 8 de setembre. Strait va aparèixer junt amb Camilla Belle a 10,000 BC, una pel·lícula sobre la Terra prehistòrica, va ser estrenada al març de 2008, on feia de caçador de mamuts, D'Leh, mentre viatja a través de terres desconegudes per rescatar la seva gent d'esclavitud.
Strait va aparèixer a Stop-Loss com a Michael Colson. El 2009, va interpretar Tony, el fill d'Andy Garcia, a City Island.
El novembre de 2010, va actuar com a convidat a la sèrie d'NBC, Chase com a Jackson Cooper, un fugitiu amb un passat fosc que manipula la seva xicota adolescent amb promeses de llibertat del seu pare i una vida plena de romanticisme i aventura.
De 2012 a 2013, Strait co-protagonitza a la sèrie d'Starz, Magic City, la història es va centrar en gangsters de Miami i altres personatges de Miami Beach als finals dels 1950s. Strait va interpretar el fill del personatge de Jeffrey Dean Morgan, Ike Evans.
El 2012, Strait va interpretar Freddy al thriller de ciència-ficció After. La història va sobre dos supervivents a un xoc d'autobús que desperten per descobrir que són les úniques persones que queden al seu poble.
El 2014, Strait va ser seleccionat com a James "Jim" Holden a la sèrie de ciència-ficció de The Expanse, la qual va començar a emetre's el desembre de 2015 a SyFy. Després de dues temporades exitoses, The Expanse va començar a filmar la tercera temporada el 12 de juliol de 2017. La tercera temporada es va emetre el 2018 a SyFy; havia de ser la darrera temporada de la sèrie, però a causa de l'aclaparador suport dels seguidors i una petició amb més de 100,000 signatures, l'espectacle va ser repescat per Amazon (El fundador d'Amazon, Jeff Bezos era un aficionat personal tant d'els llibres com la sèrie) i renovat, amb plans clars per continuar adaptant el llibre a la sèrie més enllà de la quarta estació.

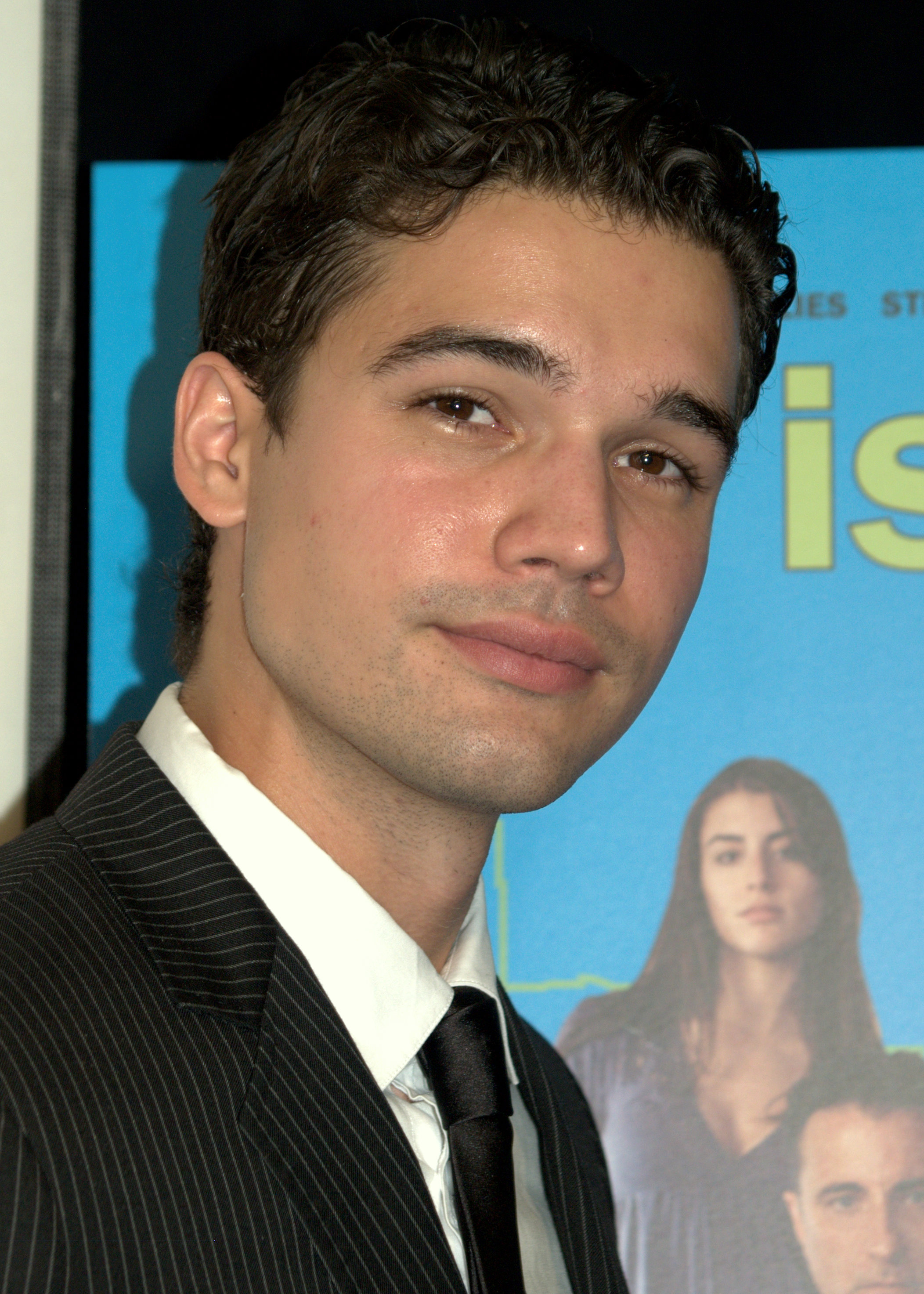
Strait el 2009 a l'estrena de City Island al Tribeca Film Festival

### Música
Strait ha signat amb Lakeshore Records i està planificat que enregistri i publiqui un àlbum LP en solitari. També va contribuir amb set cançons a la banda sonora d'Undiscovered.

## Filmografia
| Any  | Títol                        | Paper              | Notes   |
| ---- | ---------------------------- | ------------------ | ------- |
| 2005 | Sky High                     | Warren Peace       |         |
| 2005 | Undiscovered                 | Luke Falcon        |         |
| 2006 | El pacte (The Covenant)      | Caleb Danvers      |         |
| 2008 | 10,000 BC                    | D'Leh              |         |
| 2008 | Stop-Loss                    | Michael Colson     |         |
| 2009 | City Island                  | Tony Nardella      |         |
| 2012 | After                        | Freddy             |         |
| 2013 | Sleeping with the Fishes     | Dominic Sebastiani |         |
| 2014 | Hot                          | Jones              |         |
| 2016 | Extra credit and Arhur Darks | Arthur Darks       |         |
| 2019 | Life like                    | Henry              |         |
| TBA  | Spinning Gold                | Gene Simmons       | Filmant |

| Any          | Títol       | Funció                | Notes                                  |
| ------------ | ----------- | --------------------- | -------------------------------------- |
| 2001         | Third Watch | Bobby adolescent      | Episodi: "Rèquiem per un Bantamweight" |
| 2010         | HMS         | Jonathan David        | Episodi pilot sense emetre de CW       |
| 2010         | Chase       | Jackson Cooper        | Episodi: "Crazy Love"                  |
| 2012–13      | Magic City  | Steven "Stevie" Evans | Paper protagonista; 16 episodis        |
| 2014         | Revenge     | Brooks                | Episodis: "Struggle", "Disgrace"       |
| 2015–present | The Expanse | James Holden          | Paper protagonista; 46 Episodis        |